# Karoten
Termin karoten (karotin, od lat. carota, ili karot) se koristi za nekoliko srodnih nezasićenih ugljovodoničnih supstanci sa formulom , koje sintetišu biljke. Karoten je narandžasti fotosintetički pigment koji je značajan za fotosintezu. Svi karoteni su obojeni. Oni su odgovorni za narandžastu boju šargarepa, kao i za boju mnogih vrsta voća i povrća (na primer, krompira i dinja). Karoteni su takođe odgovorni za narandžaste (mada ne za sve žute) boje suvog lišća. Oni takođe (u nižim koncentracijama) utiču na žutu boju mlečne masti i putera. Omnivorne životinjske vrste koje su relativno loši pretvarači obojenih prehrambenih karotenoida u bezbojne retinoide imaju žuto obojenu telesnu mast, što je posledica karotenoidnog zadržavanja.
Karoteni doprinose fotosintezi putem prenosa svetlosne energije koju oni apsorbuju od hlorofila. Oni takođe štite biljna tkiva tako što pomažu apsorbciju energije sa singletnog kiseonika, pobuđene forme kiseonika O2 koja se formiraju tokom fotosinteze.
β-Karoten se sastoji od dve retinilne grupe. On se razlaže u sluzokoži ljudskih tankih creva posredstvom β-karoten 15,15'-monooksigenaze do retinala, koji je forma vitamina A. β-Karoten može da bude uskladišten u jetri i telesnoj masnoći, i da se pretvori u retinal po potrebi. On je forma vitamina A za ljude i neke životinje. Karoteni α-karoten i γ-karoten, takođe deluju kao vitamin A, mada u manjoj meri od β-karotena. Isto važi za ksantofil, karotenoid β-kriptoksantin. Svi drugi karotenoidi, uključujući likopen, nemaju beta-ring i stoga ne deluju kao vitamin A. Oni mogu da imaju antioksidansno dejstvo i druge biološke aktivnosti.
Životinjske vrste se međusobno razlikuju u znatnoj meri u pogledu sposobnosti konvertovanja karotenoida koji sadrže retinil (beta-jonon) do retinala. Mesožderi ih generalno slabo konvertuju jer nemaju β-karoten 15,15'-monooksigenazu. Mačke mogu da konvertuju tragove β-karotena do retinola, mada je ta količina daleko manja od njihovih dnevnih potreba za retinolom.

## Spoljašnje veze
- β-karoten
- Vodič za dijetarne suplemente